# Eritropoyetina
La eritropoyetina, factor estimulante eritropoyético, hemopoyetina o simplemente EPO es una citocina glucoproteica que estimula la formación de eritrocitos y es el principal agente estimulador de la eritropoyesis natural. En los seres humanos, es producida principalmente por el riñón en las células intersticiales peritubulares, células mesangiales (del 85 al 90 %), el resto en el hígado y glándulas salivales (del 10 al 15 %).

## Etimología
Su nombre se forma a partir de 'producción' (en griego poiesis) y glóbulos rojos (o eritrocitos).

## Historia
En 1905 Paul Carnot, un profesor de medicina en París, y su asistente, Clotilde Deflandre, propusieron que esta hormona regulaba la producción de glóbulos rojos. Luego de adelantar experimentos en conejos sometidos a extracciones de sangre, atribuyeron el incremento de los eritrocitos a un factor sanguíneo que llamaron hematopoyetina. Eva Bonsdorff y Eeva Jalavisto continuaron los estudios y denominaron posteriormente a este factor eritropoyetina. Estudios posteriores realizados por K. R. Reissman y Allan J. Ersle, corroboraron la existencia de una sustancia presente en la sangre capaz de estimular la producción de glóbulos rojos e incrementar el hematocrito. Esta substancia fue finalmente purificada y confirmada como eritropoyetina, abriendo la posibilidad de tratamiento médico de anemia con esta hormona.
El hematólogo John Adamson y el nefrólogo Joseph W. Eschbach estudiaron las diferentes formas de insuficiencia renal y el papel de la eritropoyetina natural en la formación de los eritrocitos. Mediante investigaciones en animales adelantadas en los años setenta, establecieron que la EPO estimula la producción de glóbulos rojos en la médula ósea, lo que podría orientar a un tratamiento para la anemia en humanos. En 1968, Goldwasser y Kung iniciaron trabajos para purificar la EPO humana, logrando aislar en 1977 algunos miligramos con más del 95 % de pureza. La EPO purificada permitió la identificación parcial de la secuencia de aminoácidos y los genes involucrados. Posteriormente, un investigador financiado por los INH en la Universidad de Columbia descubrieron un modo de sintetizar la EPO. La universidad patentó el método y dio la licencia a a la compañía Amgen.
En la década de 1980 Adamson se adelantó un ensayo clínico en el Northwest Kidney Centers en Seattle de la forma sintética de la hormona, Epogen, producida por Amgen. El ensayo fue exitoso y los resultados publicados en la New England Journal of Medicine en enero de 1987.
En 1985 se aisló el gen de la eritropoyetina caracterizándolo para investigación y síntesis. La investigación demostró que el gen codifica la producción de la hormona en las células de los mamíferos biológicamente activo in vitro e in vivo. La producción industrial de la eritropoyetina humana recombinante (RhEpo) se iniciaría poco después.
En 1989 la FDA de los Estados Unidos aprobó la forma sintética Epogen, para el manejo de la anemia en pacientes con insuficiencia renal crónica con o sin diálisis.

## Producción
En la etapa fetal y perinatal se origina primordialmente por el hígado el cual es sustituido por el riñón en la edad adulta.
La producción de eritropoyetina se ve estimulada por la reducción de tensión de oxígeno en los tejidos (hipoxia tisular) que es detectada por las células intersticiales peritubulares del riñón. Se supone la existencia de un sensor extrarrenal. La noradrenalina, la adrenalina y varias prostaglandinas estimulan la producción de EPO. La eritropoyetina producida en el riñón estimula las células madre de la médula ósea para que aumenten la producción de eritrocitos (glóbulos rojos). En el cuerpo humano, la EPO se forma en un 85-90 % en el riñón mediante el endotelio de los capilares situados alrededor de los canales nefríticos, y en un 10-15 % en los papocitos de las gónadas. Además, podría sintetizarse también en el cerebro, el útero, los testículos y el bazo.

## Acción
Actúa sobre la médula ósea y regula la formación de eritrocitos en respuesta a la reducción de la concentración de oxígeno en la sangre.
La Eritropoyetina (EPO) es sintetizada por las células endoteliales de los capilares peritubulares en la corteza renal y actúa sobre receptores específicos expresados en la superficie de las células progenitoras eritrocíticas (Er-P) en la médula ósea.
Sus células diana son las siguientes
- CMP (células progenitoras mieloides comunes que antes se llamaban unidades formadoras de colonias de granulocitos, eritrocitos, monocitos y megacariocitos (CFU-GEMM)
- MEP (Células progenitoras de megacariocitos/eritrocitos)
- ErP (células progenitoras monopotenciales predestinadas a convertirse en eritrocitos)

Los eritrocitos se desarrollan a partir de células CMP que, bajo la influencia de la eritropoyetina, IL-3, IL-4 se diferencian en células MEP. Para la diferenciación terminal de células MEP en el linaje eritroide definitivo, se necesita la expresión del  factor de transcripción GATA-1 . Bajo la acción GATA-1,las células del MEP se transforman en  progenitores sensible a la eritropoyetina predestinados a convertirse en eritrocitos (ERP o CFU-E) que dan origen al proeritroblasto.
Interviene entonces en la diferenciación de CMP a MEP y de ErP o CFU-E a Proeritroblasto.
El papel parácrino de la eritropoyetina en las gónadas y en el útero todavía no ha sido aclarado.
La carencia de eritropoyetina ocasiona anemia y como consecuencia los síntomas asociados a ella como debilidad muscular, disminución de la tolerancia al ejercicio físico y mareos.
Aparte de la eritropoyesis, esta hormona cumple otras funciones biológicas; por ejemplo, a nivel cerebral juega un papel importante en la respuesta a la lesión neuronal ejerciendo un papel protector en situaciones de isquemia al evitar la apoptosis celular. La eritropoyetina también se encuentra involucrada en el proceso de cicatriz de las heridas.

## EPO recombinante y compuestos homólogos
En 1977 Miyake y col. purificaron la molécula de EPO, haciendo posible en 1985 la clonación del gen y el posterior desarrollo de la EPO recombinante humana.
Antes del desarrollo de esta técnica la EPO usada en medicina se extraía de la orina humana, lo cual suponía un importante obstáculo para su obtención y posterior utilización, al conseguirse sólo pequeñas cantidades que resultaban insuficientes para atender a la demanda.
Con la biotecnología también se han conseguido versiones similares a la EPO, con mayor grado de glicosilación y vida media prolongada, como la epoetina, la darbepoetina y el CERA.

## Usos en medicina
Como medicamento, la eritropoyetina recombinante o sus similares fabricados de forma biotecnológica se usan para tratamiento de la anemia en pacientes con enfermedad renal crónica (ERC), en complemento a la diálisis y también después de ciclos de quimioterapia agresivos para tratamiento de cáncer.

### EPO y dopaje
Está prohibido el uso de la EPO o de sus similares ―como el fármaco rHuEPO (eritropoyetina recombinante humana)― como método de dopaje en el deporte. La EPO aumenta la masa eritrocitaria (elevando el hematocrito), lo que permite un mejor rendimiento del deportista en actividades de ejercicio aeróbico. De esta manera se aumenta la resistencia al ejercicio físico. Según un estudio de 2007, el suministro de rHuEPO a individuos sanos durante seis semanas produjo un aumento del consumo máximo de oxígeno (VO2 max) en un 6,4 % y de la resistencia al esfuerzo; a través principalmente de un aumento del 10 % en la hemoglobina.